# Ivy Queen
Martha Ivelisse Pesante Rodríguez (Añasco, 4 de marzo de 1972), más conocida por su nombre artístico Ivy Queen, es una cantante, compositora y productora discográfica puertorriqueña, reconocida por diferentes medios como la «reina del reguetón».
Inició su carrera con The Noise en Puerto Rico, donde realizó su primera canción «Muchos quieren tumbarme». Ivy Queen inició su carrera en solitario en 1996 y lanzó su álbum de estudio debut En mi imperio, el cual Sony Music Latin distribuyó en 1997.
Más tarde lanzó The Original Rude Girl, su segundo álbum de estudio para el sello Sony, con su primer sencillo titulado «In the Zone». Sin embargo, Ivy Queen no saltó a la fama hasta que se mudó a un sello discográfico independiente para lanzar su tercer álbum de estudio, Diva en 2003. Los álbumes de Ivy Queen, Diva, Flashback y Sentimiento, han sido reconocidos como disco de oro y platino por la Recording Industry Association of America (RIAA). Su sexto álbum de estudio, Drama Queen, fue lanzado en 2010 y generó un sencillo entre los diez primeros «La vida es así». Su álbum Musa estuvo nominado al premio Grammy en 2012.
Ivy Queen es una de las artistas de reguetón más millonarias y para 2017 contaba con un patrimonio neto de doscientos millones de dólares.

## Primeros años
Nació en Añasco, Puerto Rico, desde temprana edad sus padres se mudaron a Nueva York donde ella finalmente se crio. No terminó la escuela secundaria, llegando al undécimo grado en los Estados Unidos, estudió música en la Escuela de Artes Escénicas de Nueva Jersey. Sus padres regresaron a su ciudad natal de Añasco, cuando Ivy ya era una adolescente, donde se dedicó a perfeccionar su arte. A la edad de dieciocho años, se trasladó a San Juan. En busca de oportunidades, a sus veintidós años se encontró con el productor DJ Joe y DJ Negro, este último, le presentaría a un grupo llamado The Noise.

## Carrera musical

### 1995-1999: The Noise,En Mi ImperioyThe Original Rude Girl
Ivy Queen hace su debut en DJ Joe 2 Underground Masters. Cuando tenía dieciocho años, Ivy Queen se mudó a San Juan, donde conoció al rapero y productor DJ Negro. En 1995 se unió a un grupo puertorriqueño compuesto exclusivamente por hombres llamado The Noise, por invitación de DJ Negro. El grupo pasó a formar parte de la emergente escena del reguetón. DJ Negro comenzó a producir una serie de CD centrados en el ruido. Ivy Queen hizo su primera aparición en la quinta entrega de la serie de CD en un tema llamado «Somos raperos pero no delincuentes». Se cansó de los temas violentos y sexuales que se usan a menudo en el reguetón y deseaba escribir sobre una variedad más amplia de temas.
DJ Negro convenció a Queen de comenzar su carrera como solista y en 1997 grabó su primer álbum de estudio en solitario, En mi imperio, que incluía el exitoso sencillo «Como mujer», para Sony Discos. En 1998 lanzó su segundo álbum de estudio, The Original Rude Girl —que incluía a Don Chezina, Alex D'Castro y Domingo Quiñones— y trabajó con Wyclef Jean en su sencillo debut «In the Zone». El álbum es bilingüe y presenta música hiphop, una desviación del reguetón que aparece en su álbum debut, The Original Rude Girl que no tuvo éxito comercial, pero «In the Zone» se ubicó en el número 38 en el Billboard Rhythmic Top 40.
En 1999, después de una falta de éxito comercial con sus dos primeros álbumes de estudio, Ivy Queen abandonó Sony Discos y se tomó un descanso de su carrera musical. En 2001 y 2002, su música comenzó a aparecer en álbumes recopilatorios de reguetón, generando éxitos como «Quiero bailar» de The Majestic 2 y «Quiero saber» de Kilates. Con canciones como «Quiero bailar», Ivy Queen representaba a las mujeres en un movimiento que despegó comercialmente y que fue predominantemente liderado por hombres, logrando Ivy Queen establecerse como la conciencia femenina sensata del reguetón.
En 2003, Queen y su entonces esposo Gran Omar firmaron con el sello independiente Real Music, establecido por Jorge Guadalupe y Anthony Pérez. Aparecieron en el primer álbum del sello, Jams Vol. 1. Queen apareció y actuó con frecuencia en el programa de televisión de reguetón The Roof, que contó con música y estilo de vida urbano y fue producido por Pérez. 

### 1999-2004:DivayReal
En 2003, Ivy Queen lanzó Diva, su tercer álbum de estudio, con sencillos de éxito como «Quiero bailar». Se considera que Diva fue importante para exponer el reguetón a una audiencia mayoritaria en 2004. Después del éxito de Diva, que fue certificado platino por la RIAA, Ivy Queen lanzó una edición de platino de Diva en 2004. La edición de platino fue nominada a álbum de reguetón del año en los Premios Billboard de la Música Latina de 2005. «Quiero bailar», el sencillo principal de Diva, se convirtió en la primera pista en español en alcanzar el número uno en la lista Rhythmic Top 40 de WPOW de Miami, una estación de radio estadounidense que no suele reproducir música en español.
El cuarto álbum de estudio de Ivy Queen, Real, originalmente estaba planeado para ser su primer álbum en inglés de larga duración tras recibir ofertas de contrato de varios sellos discográficos, incluido Sony. Ivy Queen dijo que era una buena oportunidad para llegar a otros mercados y en particular al competitivo mercado del rap inglés. La oferta de Sony de grabar un álbum en inglés se produjo después de que notaron que sus álbumes anteriores de Sony se escuchaban en Londres, gracias al éxito de Diva. El álbum incluyó colaboraciones con artistas como Fat Joe, La India, Héctor el Father y Getto & Gastam. El productor de hiphop estadounidense Swizz Beatz produjo el tema «Soldados». Real fue lanzado el 16 de noviembre de 2004, y su sencillo «Dile», fue nominado a canción del año de la Tropical Airplay.

### 2005–07:FlashbackySentimiento
En 2005, se asoció con José Guadalupe, cofundador de Perfect Image Records, para formar el sello discográfico Filtro Musik. Más tarde ese año, Univision Records firmó a Filtro Musik para promover el quinto álbum de estudio de Queen, Flashback (2005). Esto aseguró que el álbum se posicionara en cuentas latinoamericanas y de tendencias, que normalmente no llevarían productos latinoamericnos. El primer álbum recopilatorio de Queen, The Best of Ivy Queen, que consta de temas de Diva y Real, fue lanzado el mismo año. El 29 de octubre de 2005, lanzó Flashback, que contenía los sencillos «Cuéntale», «Libertad» y «Te he querido, te he llorado». En los Premios Billboard de la Música Latina de 2006, Flashback fue nominado a álbum de reguetón del año por segundo año consecutivo. Al año siguiente, Ivy Queen y Gran Omar presentaron el álbum recopilatorio de reguetón y hiphop Cosa nostra: Hip Hop. Posteriormente apareció en la grabación en español de Star-Spangled Banner, «Nuestro Himno». Luego recibió el primer premio Juventud, el premio Diva, que honró a Queen por su carrera musical.

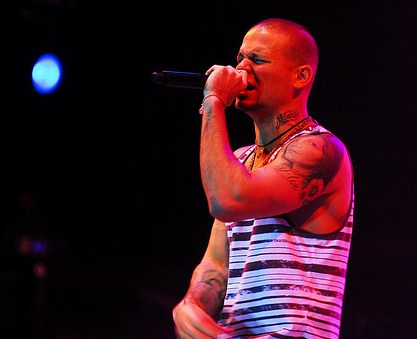
En la parodia de Calle 13 de «Que lloren» de Queen, Residente (en la fotografía) le pide que se corte con una navaja.

En abril de 2007 lanzó su sexto álbum de estudio titulado Sentimiento. Comenzó a trabajar en él en 2006 después de que Cosa nostra se convirtiera en un fracaso comercial. Como parte de su evolución en el reguetón, Sentimiento incluye «turnos en solitario» en lugar de dúos con artistas invitados. Las canciones en solitario incluyen: «Pobre corazón» de Divino y «Mañana al despertar» de Baby Rasta y Noriega, ninguna de las cuales cuenta con la voz de Queen. Dijo que quería darle un giro de 180 grados a lo que la gente piensa del reguetón. Ella dijo: «Todos piensan que el reguetón es solo buenos ritmos para bailar. Y se olvidan que hay cantautores y compositores que, como todos los demás, también sufren y aspiran al amor... El amor es lo que nos hace escribir cosas, lo que nos mantiene vivos. Si no tuviéramos amor, no tendríamos nada». Sentimiento generó un éxito: «Que lloren», y los sencillos «En que fallamos» y «Sentimientos», un éxito moderado. En los Premios Grammy Latinos de 2007, Calle 13 ganó el premio a mejor álbum de música urbana por Residente o visitante, y Sentimiento de Ivy Queen, fue nominado en la misma categoría.
El álbum de estudio de 2008 de Calle 13 Los de atrás vienen conmigo incluía una canción titulada «Que lloren» que criticaba a Queen y le pedía «que se cortara con una navaja». Ella respondió afirmando: «Soy la reina de este género, un género que contiene raperos masculinos como Don Omar, Wisin & Yandel y Tego Calderón que me respetan mucho porque un idiota tenga mi nombre en la boca». Después de que Calle 13 ganó varios premios en la categoría de música urbana, Ivy Queen llamó al dúo para hacerles saber públicamente lo que sentía por ellos. No estaba contenta porque a pesar de la abundancia de premios y nominados, solo Calle 13 recibió premios explicando que «le dedicaron la noche a Calle 13». El dúo llamó a Ivy Queen hipócrita.

### 2008–10:Ivy Queen 2008 World Tour LIVE!yDrama Queen

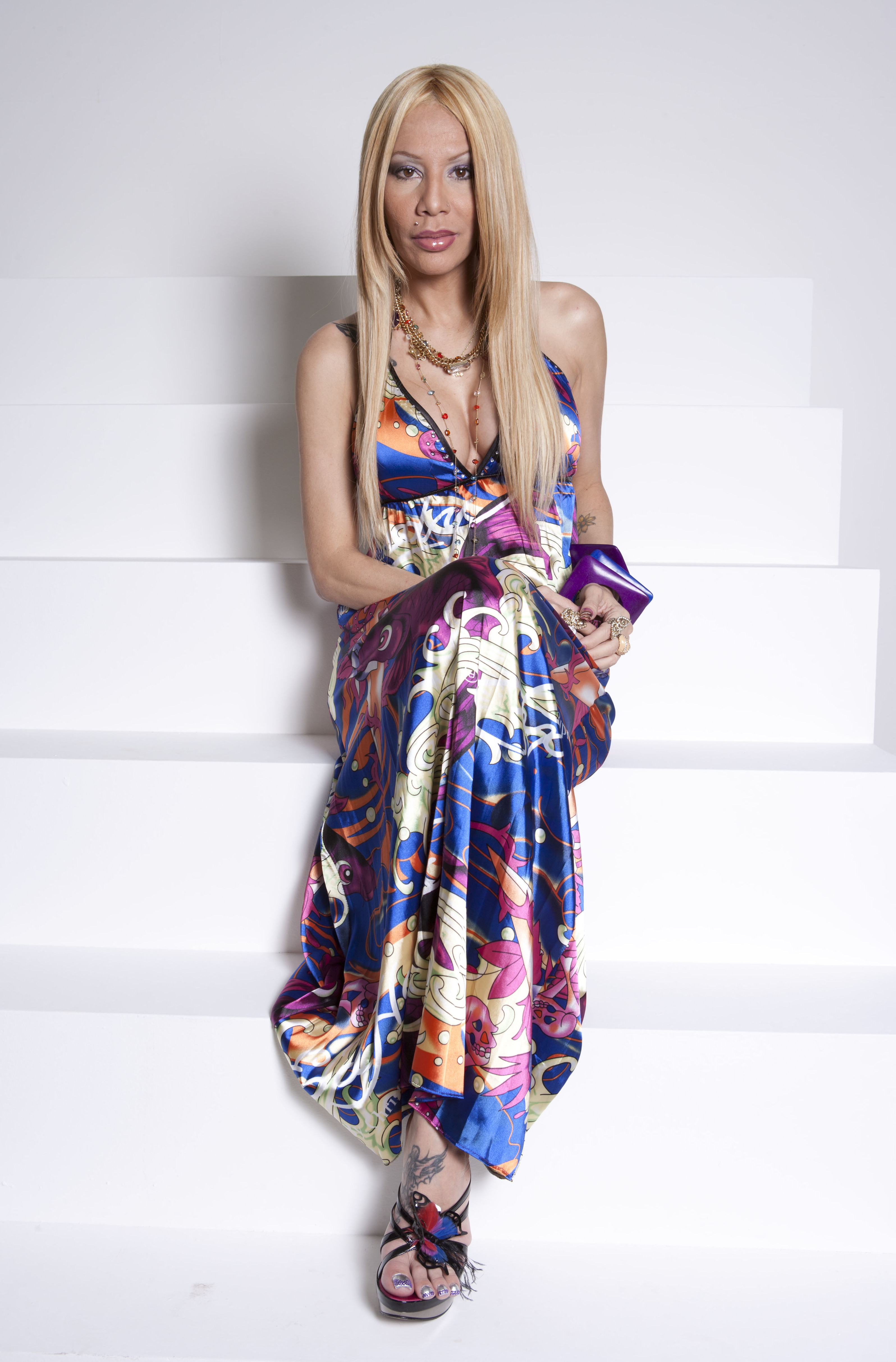
Queen en 2010

En 2008 lanzó el sencillo «Dime», que apareció en su primer álbum en vivo Ivy Queen 2008 World Tour LIVE! En abril de 2010 firmó con Machete Music. La firma, descrita como un acuerdo 360, incluye participación en las ganancias en giras, patrocinios y artículos publicitarios. Univision Records, fue adquirida por la empresa matriz de Machete, Universal Music Latin Entertainment en 2008. Walter Kolm, presidente de Universal Music Latin Entertainment y Machete, dijo en un comunicado de prensa: «Es un privilegio tener a Ivy Queen como parte de nuestra lista artística. Ivy es una mujer extraordinaria con un talento incomparable y es la número uno en su género. Estamos felices de ser capaz de trabajar con ella en su nuevo disco así como en proyectos futuros». Queen dijo sobre la asociación: «Estoy muy orgullosa de ser parte de Machete Music. Son una compañía joven y vibrante que se ha creado un nombre en la música latina en los Estados Unidos y el mundo. Son una empresa fuerte e importante que ha sido reconocida por nutrir el talento creativo de sus artistas».
El 16 de junio de 2010 lanza la canción «La vida es así», de reguetón, y una versión en bachata, titulada «La vida es así (Versión bachata)».
Drama Queen, lanzado el 10 de julio de 2010, originalmente estaba destinado a ser lanzado después de su tercer álbum recopilatorio Cosa nostra: Hip Hop de 2006 como un álbum conceptual en el que Ivy Queen interpretaría a dúo con cantantes femeninas de diferentes géneros. En cambio, Sentimiento fue liberado. Queen le dijo a EFE que empezó a escribir para el disco cuando estaba desconsolada en casa. Sus emociones luego estallaron en el estudio de grabación. Agregó que el álbum contiene dieciséis de las veintiséis canciones que escribió durante este período.
Drama Queen vendió tres mil unidades en su primera semana y dominó las ventas de álbumes urbanos durante nueve semanas consecutivas. Debutó y alcanzó el puesto número 163 en la lista Billboard 200, número tres en Top Latin Albums y número 18 en Rap Albums. Drama Queen recibió una nominación a mejor álbum de música urbana en los Premios Grammy Latinos de 2011, que fue ganado por Calle 13 por Entren los que quieran. Queen también recibió dos nominaciones en los Premios Billboard de la Música Latina de 2011 por artista femenino del año de Hot Latin Songs y artista femenino del año de Top Latin Albums, pero Shakira ganó ambos premios.

### 2011-presente:Musa,Vendettay décimo álbum de estudio
El 21 de agosto de 2012, lanzó el octavo álbum de estudio denominado, Musa. Debutó y alcanzó el puesto 15 en la Billboard Top Latin Albums. Dijo que pasar dos años lejos de los medios la ha ayudado emocional y mentalmente. También dijo que Musa es «muy maduro y completo», porque aunque su estilo es urbano y reguetón, también presenta fusiones de ritmos e instrumentos con estilos propios. Musa  logró una nominación a mejor álbum de música urbana en los Premios Grammy Latinos de 2013.
En septiembre de 2013 se anunció que había cambiado de dirección y había regresado con Jorge Guadalupe, presidente y cofundador de Filtro Musik, para lanzar su noveno álbum de estudio, titulado Vendetta en febrero de 2014. Después del nacimiento de su primer hijo biológico, anunció que se embarcaría en una gira por los Estados Unidos titulada Viva Puerto Rico Tour. La gira, lanzada el 29 de enero de 2014, incluyó actuaciones en diversos clubes gais en ciudades de Estados Unidos y de Puerto Rico, como Nueva York, Orlando, Miami, Houston, Seattle, San Francisco, San Diego, Atlanta, Sacramento, Los Ángeles, Tampa y Ponce.
El noveno álbum de estudio de Queen se lanzó el 3 de febrero de 2015. El 9 de diciembre de 2014 se lanzó una versión de reproducción extendida. La versión del álbum de estudio se anunció originalmente para su lanzamiento en febrero de 2014 y más tarde en algún momento de 2014.
La versión extendida del álbum, titulada Vendetta: First Round, incluye los primeros cuatro sencillos del álbum original: «Soy libre», «Vamos a guerrear», «Nací para amarte», y la canción principal «Vendetta» número uno en el disco. El disco dos incluye un DVD con los vídeos musicales de estas canciones, así como un documental de cuarenta y cinco minutos sobre la realización del álbum. Tras su lanzamiento, logró debutar en el número treinta en la lista Billboard Top Latin Albums y en el número cinco en la lista Billboard Latin Rhythm Albums durante la semana del 27 de diciembre de 2014. 
El álbum está compuesto por cuatro álbumes separados lanzados simultáneamente, en los géneros de urbano, hiphop, bachata y salsa. Cada lanzamiento contiene ocho canciones dedicadas musicalmente al género específico. Los lanzamientos urbanos cuentan con Farruko, J Álvarez, Jowell & Randy y J King & Maximan, el lanzamiento de hiphop presenta a Vico C, Fat Joe, Ñengo Flow y MC Ceja, el lanzamiento de salsa presenta a Tito Rojas, Andy Montañez y Luisito Carrión, mientras que el lanzamiento de bachata cuenta con Óptimo.
En 2015, tras el fallecimiento de Mexicano 777, la cantante se mostró muy molesta en sus redes sociales al respecto, expresando que «muchos están esperando lo peor para venir a pintarse de los más panas», indignada por la hipocresía de muchos colegas del género, además, alegó que el Bima, hermano de Mexicano 777, solo buscaba fama de todo esto. Posteriormente, se disculparía en redes sociales.
En 2017, después de años de ausencia, la cantante anunció su regreso a la música con su nueva colaboración junto a Don Omar «Ámame o mátame» del noveno álbum de estudio, y su nuevo sencillo «Lobo del cuento».
Ese mismo año se reconcilia con Residente, el cual luego la mencionaría amistosamente en el tema «Mis disculpas». Al año siguiente, participaría en el vídeo musical de «Rap bruto», que el rapero realizó junto con su colega español Nach.
El 24 de septiembre de 2019 lanza una canción y sencillo titulado «La roca».
En 2019 tuvo una controversia con Anuel AA, quien cuestionaba su título de «reina del reguetón». A la par de la respuesta de la cantante, artistas amigos de ella como Residente, Don Omar y Cosculluela también respondieron al conflicto apoyándola. En 2020 ambas partes hicieron las paces en gran parte por la mediación de Karol G, expareja de Anuel AA y admiradora confesa de Ivy Queen.
Ese año lanzó su nuevo álbum de estudio, Llegó la Queen, con los primeros sencillos «Y tú» y «The Queen is Here».
En 2020, lanzó cuatro sencillos: «Un baile más» (30 de enero), «Peligrosa» (12 de marzo), «Antídoto» (9 de abril), y «Next» (10 de septiembre). En 2021 solamente lanzó dos sencillos: «Lil Havana (Remix)» (7 de julio), a dueto con Fredo Versátil, y «Camuflash» (21 de octubre); esta última se convirtió en un éxito de la cantante, pero el vídeo musical oficial no recibió muchas visitas, más de diez mil y medio de visitas apenas, actualmente. En 2022 lanzó seis sencillos y cuatro de esos fueron éxito: «Pa' mí» (21 de abril), junto con el cantante Peter Nieto, «Quién dijo» (4 de agosto), «Villana» (8 de septiembre), «Bye bye» (29 de septiembre) —cuyo vídeo musical recibió más de un millón de visitas en noviembre de 2022—, «Ya te olvidé» (24 de noviembre), junto con el pianista Arthur Hanlon, y «Calentura» (8 de diciembre).

## Vida personal
Ivy Queen estuvo casada con el rapero Omar Navarro, apodado Gran Omar, y se divorciaron en 2005. La canción «Te he querido, te he llorado» está dedicada a su exesposo. En 2008, retomó sus estudios, con la intención de concluir su educación secundaria, señalando que la razón detrás de esa decisión fue «para entregar un mensaje a los jóvenes». 
Queen se casó con el coreógrafo puertorriqueño Xavier Sánchez a los finales de 2012. Anunció en junio de 2013, que la pareja estaba esperando su primera hija, quien nació el 25 de noviembre de 2013.
A sus 41 años de edad, Ivy Queen tuvo su primera hija biológica con su pareja actual, el coreógrafo Xavier Sánchez.

## Discografía

### Álbumes de estudio
- 1996: En mi imperio
- 1998: The Original Rude Girl
- 2003: Diva
- 2004: Real
- 2007: Sentimiento
- 2010: Drama Queen
- 2012: Musa
- 2015: Vendetta: The Project
- 2019: Llegó la Queen

## Videografía

### Películas y programas de televisión
| Año  | Título                            | Rol          | Nota                             |
| ---- | --------------------------------- | ------------ | -------------------------------- |
| 2004 | Ivy Queen: The Original Rude Girl | Ella misma   | Documental                       |
| 2005 | The Drop                          | Ella misma   | Serie de televisión (episodio 3) |
| 2005 | Pa'lante con Cristina             | Ella misma   | Serie de televisión              |
| 2005 | Don Francisco Presenta            | Ella misma   | Serie de televisión              |
| 2006 | My Block: Puerto Rico             | Ella misma   | Documental                       |
| 2007 | 2rslvj                            | Ella misma   | Serie de televisión              |
| 2007 | One Nation - Under Hip Hop        | Ella misma   | Serie de televisión              |
| 2008 | Ivy Queen 2008 World Tour LIVE!   | Presentación | Película                         |
| 2008 | 2rslvj                            | Ella misma   | Serie de televisión              |
| 2008 | One Nation - Under Hip Hop        | Ella misma   | Serie de televisión              |
| 2012 | Dub Latino                        | Ella misma   | Serie de televisión (episodio 2) |
| 2012 | mun2 Presents                     | Ella misma   | Serie de televisión              |

### Otras apariciones
| Año  | Título                       | Rol        | Nota                |
| ---- | ---------------------------- | ---------- | ------------------- |
| 2006 | Scarface: The World Is Yours | Ella misma | Videojuego          |
| 2007 | 18 & Over                    | Ella misma | Serie de televisión |
| 2008 | mun2 Shuffle                 | Ella misma | Serie de televisión |
| 2009 | mun2 Shuffle                 | Ella misma | Serie de televisión |
| 2009 | The Look                     | Ella misma | Serie de televisión |
| 2010 | The Look                     | Ella misma | Serie de televisión |
| 2010 | mun2 Shuffle                 | Ella misma | Serie de televisión |
| 2012 | 18 & Over                    | Ella misma | Serie de televisión |